# Martinavis
Martinavis is een geslacht van uitgestorven enantiornithische vogels uit het Laat-Krijt van wat nu Zuid-Frankrijk, Noord-Amerika en de provincie Salta, Argentinië is. Het werd benoemd in 2007 door Cyril A. Walker, Eric Buffetaut en Gareth J. Dyke en de typesoort is Martinavis cruzyensis.

## Naamgeving
De geslachtsnaam eert Larry Dean Martin.
Martinavis cruzyensis is bekend van het holotype ACAP-M 1957, een volledig ongeplet rechteropperarmbeen, teruggevonden in de vindplaats van Massecaps, Cruzy, die zich bevindt in de Grès à Reptiles-formatie uit het Campanien/Maastrichtien van Frankrijk.
Grote problemen ontstonden toen de auteurs meerdere soorten in het geslacht benoemden op basis van opperarmbeenderen die over de hele planeet verspreid zijn gevonden. Hoewel min of meer overeenkomend in ouderdom, grootte en vorm, delen deze geen duidelijke apomorfieën met M. cruzyensis. De samenvoeging in één geslacht kan zo niet worden onderbouwd.
De tweede soort Martinavis vincei is bekend van het holotype PVL 4054, een compleet linkeropperarmbeen en van het bijbehorende paratype PVL 4059, een distaal uiteinde van het linkeropperarmbeen, teruggevonden in de vindplaats El Brete (Maastrichtien), Lecho-formatie in Argentinië.
Een mogelijke derde soort wordt vertegenwoordigd door het nog onbenoemde exemplaar KU-NM-37 uit de Verenigde Staten.
In 2009 werden drie extra soorten genoemd vanaf dezelfde locatie als Martinavis vincei:
- Martinavis minor is bekend van het holotype PVL 4046, een distaal imperfect rechteropperarmbeen
- Martinavis saltariensis is bekend van het holotype PVL 4025, een onvolledig linkeropperarmbeen, zonder de middenkam
- Martinavis whetstonei is bekend van het holotype PVL 4028, een distaal onvolmaakt linkeropperarmbeen

Ook hiervoor geldt weer dat er geen duidelijke gedeelde nieuwe kenmerken zijn. Al deze drie soorten zouden jongere synoniemen kunnen zijn van Soroavisaurus.

## Beschrijving
In 2007 werd een diagnose van onderscheidende kenmerken gegeven voor Martinavis cruzyensis. Naar moderne inzichten zijn die alle ongeldig.
Martinavis vincei is de grootste van de El Brete-taxa en benadert de enorme (volgens enantiornithische-normen), sympatrische en even oude Enantiornis in grootte. Martinavis saltariensis is wat kleiner. Martinavis minor is opmerkelijk kleiner dan de eerste twee, terwijl Martinavis whetstonei een verkleinwoord was van Martinavis vincei, die hoogstens half zo groot was. Naast de grootte verschillen de soorten enigszins in verhoudingen en kwalitatieve kenmerken, waardoor het onwaarschijnlijk is dat ze seksuele of leeftijdsvariatie vertegenwoordigen.
Aangezien er maar weinig elementen bekend zijn van Martinavis uit El Brete, kan het dezelfde soort zijn als een van de andere Enantiornithes van die vindplaats die eerder werden beschreven op basis van beenbotten. Terwijl de tarsometatarsus van Yungavolucris te breed (en kort) lijkt om bij Martinavis te passen, en Lectavis iets groter was (en zijn tibiotarsus verschilt van een die voorlopig aan Martinavis is toegewezen), heeft de tarsometatarsus van Soroavisaurus ongeveer de verwachte grootte voor Martinavis vincei en misschien Martinavis saltariensis. Deze verschillen enigszins in grootte maar ook in verhoudingen, wat betekent dat Martinavis saltariensis, hoewel over het algemeen kleiner, toch dikkere poten had kunnen hebben en dus overeenkomen met Soroavisaurus. Aangezien wordt aangenomen dat Yungavolucris een voetaangedreven zwemmer is, zou de synonymie van ten minste enkele Martinavis-exemplaren ermee de prevalentie van het geslacht in mariene biomen kunnen verklaren.